# Roberto Peñaloza
Roberto Peñaloza (Barranquilla, Atlántico, Colombia; 4 de julio de 1979) es un exfutbolista y director técnico colombiano. Jugaba de defensa. Actualmente es asistente técnico en el Junior de Barranquilla.

## Clubes

### Como futbolista
| Club                   | País     | Año         |
| ---------------------- | -------- | ----------- |
| Junior de Barranquilla | Colombia | 2003 - 2005 |
| Cúcuta Deportivo       | Colombia | 2006 - 2008 |
| América de Cali        | Colombia | 2008        |
| Cúcuta Deportivo       | Colombia | 2009        |
| Real Cartagena         | Colombia | 2010 - 2011 |

### Como entrenador
| Club               | País     | Año         | partidos |
| ------------------ | -------- | ----------- | -------- |
| Barranquilla F. C. | Colombia | 2017 - 2019 | 81       |
| Barranquilla F. C. | Colombia | 2020 - 2022 | 70       |

### Como asistente
| Club                   | País     | Año  | Asistente De   |
| ---------------------- | -------- | ---- | -------------- |
| Junior de Barranquilla | Colombia | 2019 | Julio Comesaña |
| Junior de Barranquilla | Colombia | 2022 | Julio Comesaña |

## Estadísticas

### Estadísticas como jugador
| Competición       | Partidos | Goles |
| ----------------- | -------- | ----- |
| Primera División  | 101      | 1     |
| Copa Libertadores | 9        | 0     |
| Copa Sudamericana | 11       | 0     |
| Total             | 121      | 1     |

### Estadistícas como entrenador
.
| Equipo                       | Desde                   | Hasta               | Partidos | Partidos | Partidos | Partidos | Partidos    |
| Equipo                       | Desde                   | Hasta               | PJ       | PG       | PE       | PP       | Rendimiento |
| ---------------------------- | ----------------------- | ------------------- | -------- | -------- | -------- | -------- | ----------- |
| Barranquilla F.C. · Colombia | 2 de julio de 2017      | 24 de junio de 2019 | 81       | 30       | 21       | 30       | 45.68%      |
| Barranquilla F.C. · Colombia | 26 de diciembre de 2019 | 5 de mayo de 2022   | 70       | 13       | 22       | 35       | 29.05%      |
| Consolidado Total            | Consolidado Total       | Consolidado Total   | 151      | 43       | 43       | 65       | 37.97%      |

## Palmarés

### Campeonatos nacionales
| Título              | Equipo                 | País     | Año  |
| ------------------- | ---------------------- | -------- | ---- |
| Torneo Finalización | Junior de Barranquilla | Colombia | 2004 |
| Torneo Finalización | Cúcuta Deportivo       | Colombia | 2006 |
| Torneo Finalización | América de Cali        | Colombia | 2008 |